# Wehrschaft
Wehrschaften (W!) sind eine Form einer Studentenverbindung. Sie entstanden direkt nach dem Ersten Weltkrieg aus anderen farbstudentischen Vereinigungen oder wurden neu gegründet, um unter Umgehung des Versailler Vertrages militärisches Wissen unter der akademischen Jugend zu verbreiten.
Ab 1919 gab es mit dem Teutoburger Vertretertag (TVT) einen eigenen Dachverband, der sich 1927 in Deutsche Wehrschaft (DW) umbenannte, bis zu 38 Verbindungen umfasste und sich 1935 unter den Nationalsozialisten als erster waffenstudentischer Dachverband auflöste. Fünf Wehrschaften an Kunst- und Musikhochschulen schlossen sich 1924 im Bamberger Chargierten-Convent der Wehrschaften an den Kunsthochschulen des Deutschen Reiches und Österreichs (Bamberger CC) zusammen, der 1922 als Cartellverband deutscher Corporationen an Kunsthochschulen gegründet wurde.
Noch stärker als in anderen waffenstudentischen Verbänden dominierten in den Wehrschaften nationalistische, antisemitische und antidemokratische Vorstellungen. 1930 ging die DW ein hochschulpolitisches Bündnis mit dem NSD-Studentenbund ein. Einen radikalen Sonderfall bildete die Wehrschaft Palaio-Germania München (gegr. 1923), die sich sogar als explizit nationalsozialistische Studentenverbindung verstand, ausschließlich aus NSDAP-Mitgliedern rekrutierte und mehrere Münchener NS-Größen zu Ehrenmitgliedern ernannte.
Viele ehemalige Wehrschaften wandelten sich in andere Verbindungsformen wie Corps, Landsmannschaften oder Burschenschaften um. Die letzte Verbindung dieser Art, die im Jahr 1922 gegründete Wehrschaft Normannia Bremen im BDIC, vertagte im Jahr 2001.